# Zostérops à gorge blanche
Espèce
Statut de conservation UICN

 NT A3c+4c; B1b(iii)+2b(iii); C2a(ii) : Quasi menacé
Le zostérops à gorge blanche (Zosterops meeki) est une espèce d'oiseaux appartenant à la famille des Zosteropidae.

## Description
Le zostérops à gorge blanche a du front au milieu de la calotte, les lores, la région sous-oculaire et les couvertures auriculaires d'un noir sombre, ces dernières se fondant dans la couleur vert-olive de la face supérieure, qui se fond à nouveau dans le croupion et les couvertures sus-caudales jaune-olive. Les rectrices sont noir-brunâtre, les plumes intérieures très étroitement bordées de blanchâtre.
Un large anneau blanc entoure l’œil. Présence d’une bande malaire jaune-soufre mal définie. Le reste d'un blanc uniforme sur la partie inférieure, avec une faible teinte chamois à peine perceptible. La couverture sous-caudales est jaune. Les rémiges sont noir-brunâtre, les plumes extérieures sont bordées de vert-olive, les secondaires les plus internes entièrement vert-olive comme les couvertures alaires. Le dessous de la couverture alaire est blanc, les plumes intérieures des rémiges sont bordées de blanc vers la base.
L’iris est brun, le bec noir-ardoisé et les pattes de couleur ardoise-bleuâtre. Les sexes sont identiques.

## Répartition
Le zostérops à gorge blanche (Zosterops meeki) est endémique à l'île de Tagula dans l'archipel de la Louisiade en Papouasie-Nouvelle-Guinée.

## Population
L'espèce est rarement vue et est apparemment peu commune. La taille de la population est estimée entre 5 580 et 37 400 individus.

## Sous-espèces
D'après la classification de référence (version 12.1, 2022) du Congrès ornithologique international, il n'existe aucune sous-espèce.

## Habitat
Elle est présente du niveau de la mer au mont Riu, le point culminant de Tagula, à 801 m, on la voit également à des altitudes moyennes supérieures à 120 m.

Elle fréquente principalement l'intérieur forestier, mais aussi la mangrove et la repousse secondaire derrière la zone littorale. 

## Menaces
L'exploitation forestière a dégradé une partie de la forêt des basses terres de Tagula. 

L'agriculture itinérante entraîne de petites zones de perte de forêt à des altitudes plus basses, bien que ces zones soient ensuite laissées à repousser. La croissance de la population peut entraîner des impacts futurs en raison d'un défrichement accru des forêts pour l'agriculture. La prospection aurifère et l'exploitation minière sont des menaces potentielles. 

Les cyclones peuvent provoquer des glissements de terrain et endommager les forêts, et devraient augmenter en intensité en raison du changement climatique.